# NGC 1197
Coordenadas:  03h 06m 14.1s, +44° 03′ 40″
NGC 1197 é um objeto inexistente na constelação de Perseus. O objeto celeste foi descoberto em 12 de setembro de 1885 pelo astrônomo norte-americano Lewis A. Swift.